# Carina Ekberg
Carina Ekberg (31 oktober 1971), bijgenaamd Cina, is een dartsspeelster uit Zweden.
Ekberg haalde de finale van de WDF World Cup 2003. Ze verloor die finale van Trina Gulliver uit Engeland met 0-4. Ook haalde ze op de WDF World Cup vier keer de finale van het koppeltoernooi; in 1999 en 2001 met Kristiina Korpi en in 2007 en 2009 met Maud Jansson. Op de WDF Europe Cup 2008 won ze goud op het koppeltoernooi samen met Gretel Glasö. In 2002 verloor ze de WDF Europe Cup finale samen met Maud Jansson. Op de World Darts Trophy 2002 verloor ze in de kwartfinale van Francis Hoenselaar met 0-2. In 2003 haalde ze de halve finale van de Winmau World Masters. Ze verloor van Trina Gulliver met 1-4. Op de World Darts Trophy 2003 verloor ze in de kwartfinale van Mieke de Boer met 0-2. Ekberg haalde de kwartfinale van de World Professional Darts Championship 2004. Ze verloor van Clare Bywaters uit Engeland met 0-2. Op de World Darts Trophy 2004 verloor ze in de kwartfinale van Crissy Manley met 0-2. Op de World Professional Darts Championship 2007 verloor ze in de kwartfinale van Anastasia Dobromyslova met 0-2.

## Resultaten op Wereldkampioenschappen

#### BDO
- 2002: Kwartfinale (verloren van Clare Bywaters met 0-2)
- 2007: Kwartfinale (verloren van Anastasia Dobromyslova met 0-2)

### WDF
- 1999: Laatste 64 (verloren van Bianka Strauch met 1-4)
- 2001: Laatste 32 (verloren van Janice Hinojales met 0-4)
- 2003: Runner-up (verloren van Trina Gulliver met 0-4)
- 2007: Laatste 64 (verloren van Frances Lawson met 1-4)
- 2009: Kwartfinale (verloren van Jeannette Jonathan met 4-5)